# 第二次南昌戰鬥 (抗日戰爭)
南昌战斗发生于1939年12月11日－1940年1月7日，地点位于中国贛中北部一帶。是抗日戰爭中重要的一次战役，交战双方分别为中华民国国民革命军，与日寇。